# Tipula laticostata
Tipula laticostata är en tvåvingeart som beskrevs av Alexander 1937. Tipula laticostata ingår i släktet Tipula och familjen storharkrankar. Inga underarter finns listade i Catalogue of Life.